# Чемпионат России по современному пятиборью среди женщин 2013
XXI Чемпионат России по современному пятиборью среди женщин проходил в городе Москва 20 июля 2013 года. Соревнования прошли в один день на базе «Северный». Медали разыгрывались в личном и командном первенстве. Всего на старт вышли 30 спортсменок, представлявшие 8 регионов и городов России. В командном первенстве за медали боролись 6 сборных.
По решению старшего тренера женской сборной России Андрея Тропина, никто из спортсменок, претендующих на место в главной команде страны, не был освобожден от выступления на этом турнире. Единственное исключение сделали для Гульназ Губайдуллиной. Впервые не принимала участие в чемпионате многолетний лидер сборной России Евдокия Гречишникова.
Чемпионкой России 2013 года стала Доната Римшайте, она опередила Анну Савченко и Екатерину Хураськину.
После фехтования лидирующую позицию заняла Варвара Иванова из Подмосковья, одержавшая 22 победы при 7 поражениях (1064 очка). Помимо Ивановой конкуренцию лидерам составили представительницы Самары Екатерина Вдовенко и Екатерина Макарова. Вплоть до комбайна они опережали спортсменок из основного состава сборной России, за исключением Донаты Римшайте, которая к последнему виду программы вышла на первое место, набрав 3260 очков. Показав в комбайне лучшее время, чемпионкой России стала Доната Римшайте. «Серебро», отстав от неё на 53 секунды, завоевала Анна Савченко, а третьей финишировала Екатерина Хураськина.

## Чемпионат России. Женщины. Личное первенство
| Дисциплина        | Золото                          | Серебро                       | Бронза                               |
| Личное первенство | Римшайте Доната · Москва · 5280 | Савченко Анна · Москва · 5068 | Хураськина Екатерина · Москва · 5046 |

- Личное первенство. Итоговые результаты.

| Место | Спортсмен            | Город, Республика             | Фехтование | Плавание     | Конкур | Комбайн       | Сумма |
| 1.    | Римшайте Доната      | Москва                        | 1000       | 2.18,41/1140 | 1120   | 11.15,00/2020 | 5280  |
| 2.    | Савченко Анна        | Москва                        | 936        | 2:20,33/1116 | 1120   | 13.46,00/1896 | 5068  |
| 3.    | Хураськина Екатерина | Москва                        | 1032       | 2:27.44/1032 | 1080   | 13.46,00/1116 | 5046  |
| 4.    | Кукушкина Людмила    | Москва- Нижегородская область | 776        | 2.08,32/1264 | 1080   | 13.58,00/1848 | 4968  |
| 5.    | Пучкова Елизавета    | Калининград                   | 808        | 2.24,94/1064 | 1080   | 13.58,00/1848 | 4968  |
| 6.    | Фахрутдинова Алисэ   | Москва                        | 1038       | 2.38,8/1012  | 1105   | 14.26.00/1736 | 4960  |
| 7.    | Иванова Варвара      | Московская область            | 1064       | 2:17.95/1148 | 1000   | 14.44,00/1664 | 4876  |
| 8.    | Вдовенко Екатерина   | Самарская область             | 872        | 2:21.27/1108 | 1200   | 14.47,00/1652 | 4832  |
| 9.    | Петрова Анастасия    | Санкт-Петербург               | 872        | 2.11,39/1224 | 1028   | 15:03,00/1588 | 4712  |
| 10.   | Бербега Диана        | Башкортостан                  | 904        | 2:26,04/1048 | 1036   | 14:49,00/1644 | 4632  |
| 11.   | Макарова Екатерина   | Самарская область             | 1000       | 2:24,88/1064 | 1120   | 15:46,00/1416 | 4600  |
| 12.   | Марочкина Ангелина   | Санкт-Петербург               | 840        | 2:19,64/1128 | 1160   | 15:49,00/1404 | 4532  |

## Чемпионат России. Женщины. Командное первенство
- Победитель и призеры.

| Дисциплина           | Золото                                                                           | Серебро                                                                           | Бронза                                                                       |
| Командное первенство | Москва · Алисэ Фахрутдинова · Екатерина Хураськина · Ольга Карманчикова · 13 576 | Самарская область · Екатерина Вдовенко · Мария Корчагина · Анна Сергеева · 12 820 | Башкортостан · Диана Бербега · Александра Бербега · Зарина Насырова · 12 540 |

- Командное первенство. Итоговые результаты.

| Место | Команда               | Имя, Фамилия                                               | Сумма очков |
| ----- | --------------------- | ---------------------------------------------------------- | ----------- |
| 1     | Москва                | Алисэ Фахрутдинова Екатерина Хураськина Ольга Карманчикова | 13 576      |
| 2     | Самарская область     | Екатерина Вдовенко Мария Корчагина Анна Сергеева           | 12 820      |
| 3     | Башкортостан          | Диана Бербега Александра Бербега Зарина Насырова           | 12 540      |
| 4     | Нижегородская область | Екатерина Чарышнова Анна Макеева Екатерина Долгих          | 11 428      |
| 5     | Московская область    | Варвара Иванова Анна Новикова Татьяна Медведева            | 10 508      |
| 6     | Санкт-Петербург       | Анастасия Петрова Ангелина Марочкина                       | 9 244       |

## Чемпионат России. Женщины. Эстафета
Федерация современного пятиборья России приняла решение проводить соревнования в эстафете 29-31 августа 2013 года в Москве.
В соревнованиях женщин в борьбу за «золото» вступили команды Башкортостана и Москвы. В фехтовании они показали одинаковый результат, в плавании лучше выглядели башкирские спортсменки, опередившие москвичек почти на 5 секунд (56 очков). В конкуре сборная Москвы отыграла 40 баллов. В заключительной дисциплине сборная Башкортостана немного увеличила отрыв, финишировав на 10 секунд раньше ближайших конкуренток.
| Место | Команда               | Имя, Фамилия                                          | Сумма очков |
| ----- | --------------------- | ----------------------------------------------------- | ----------- |
| 1     | Башкортостан          | Диана Бербега Александра Бербега Ульяна Баташова      | 4588        |
| 2     | Москва-1              | Светлана Лебедева Евгения Денисова Александра Саввина | 4548        |
| 3     | Нижегородская область | Анна Макеева Екатерина Чарышнова Елена Ненюхина       | 4064        |